# 2. Sinfonie (Bernstein)

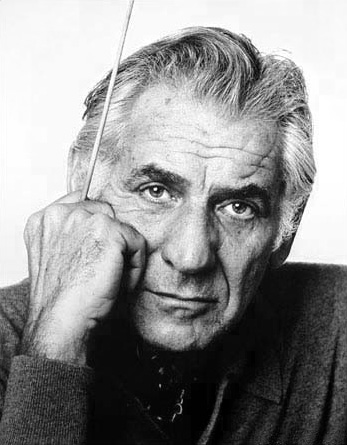
Leonard Bernstein (1977)

Die Sinfonie Nr. 2, The Age of Anxiety (Das Zeitalter der Angst), für Orchester und Klavier wurde 1948/49 von Leonard Bernstein komponiert. Formal betrachtet ist es eine Tondichtung nach einem gleichnamigen Gedicht von W. H. Auden. Bernstein revidierte das Werk 1965. Die Sinfonie ist dem russischen Dirigenten Sergei Kussewizki gewidmet, der auch die Uraufführung in Boston dirigierte, bei der Bernstein selbst den Klavierpart spielte.
Die Sinfonie ist in zwei Teile gegliedert: der erste Teil beinhaltet einen Prolog und jeweils sieben Variationen über die „Sieben Zeitalter“ (seven ages) und die „Sieben Stufen“ (seven stages), der zweite Teil beinhaltet ein Klagelied, einen Maskenball und einen Epilog. Im Maskenball spielt das Klavier einen Soloteil im Jazz-Stil.
Das Werk wurde 1950 von Jerome Robbins choreografiert.